# Vin cuit (France)
Ne doit pas être confondu avec Vin cuit (Suisse).

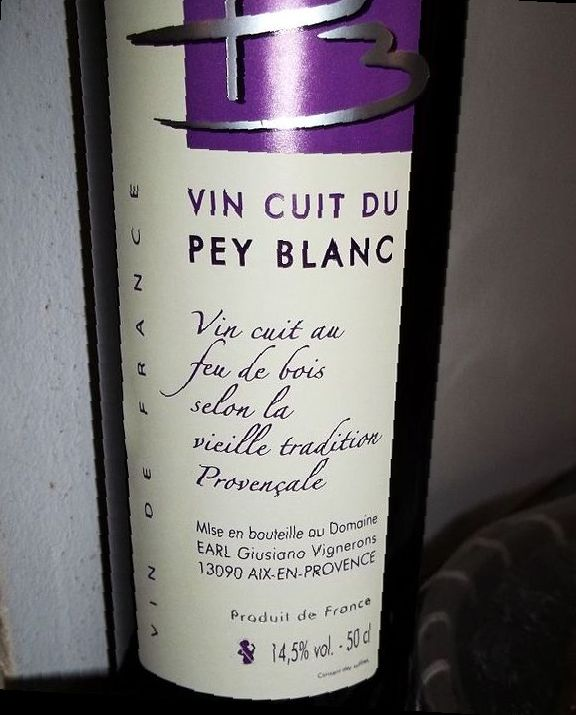
Vin cuit de Provence.

En France, le vin cuit est un vin doux produit en Provence, obtenu à partir de la fermentation alcoolique d'un moût, chauffé pour être concentré, additionné de moût frais, éventuellement aromatisé. Ce n'est donc pas un vin cuit au sens strict du terme. Son homologue italien est le vino cotto.

## Élaboration

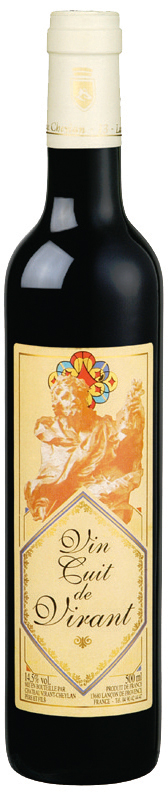
Vin cuit du château Virant.

La fermentation alcoolique peut durer plusieurs mois jusqu'à parvenir aux 14 ou 15 degrés d'alcool qui l'interrompent après avoir consommé son sucre résiduel, avant d'être élevé en fût.
Le vin cuit de palette accompagne traditionnellement les treize desserts. Sa production renaît en Provence, une demande de reconnaissance en AOC étant en cours. Semblable au vino cotto italien, il est parfois confondu avec les vins mutés.